# FLEX
FLEX é um sistema operativo (no Brasil, sistema operacional) monotarefa, desenvolvido em 1976 pela TSC (Technical Systems Consultants), de West Lafayette (Indiana/EUA), para computadores baseados no microprocessador Motorola 6800. 
A versão original era disponibilizada em disquetes de 8" e a versão menor, em disquetes de 5,25", denominada Mini-Flex. Posteriormente, o Mini-Flex foi portado para computadores baseados no Motorola 6809, recebendo esta nova versão o nome de Flex9. A última geração do TSC FLEX foi o UniFLex, sistema este multitarefa, semelhante ao Unix e que exigia controladoras de disco DMA de 8". Em razão disso - e não obstante diversas linguagens de programação terem sido portadas para o UniFlex -, este não foi um sucesso de vendas.
Todas as versões eram baseadas em texto e projetadas para uso em dispositivos que variavam desde terminais de impressão (como o teletipo Model 33 ASR) até terminais inteligentes. Embora o sistema operativo da TSC não suportasse telas gráficas, alguns fabricantes de hardware disponibilizavam dispositivos de apontamento e gráficos elementares.
Como sistema operativo de disco, usava setores de 256 bytes mediante setorização por software. A estrutura do disco empregava bytes de ligação em cada setor para indicar o próximo setor em um arquivo ou lista de setores livres. Como resultado, a estrutura do diretório era bastante simplificada. Uma outra versão de Flex, chamada "Smoke Signal DOS", desenvolvida pela TSC especialmente para o fabricante de hardware Smoke Signal Broadcasting, empregava bytes de ligação para setores anteriores e posteriores, aumentando a confiabilidade do disco à custa de velocidade e compatibilidade.
A TSC, bem como outras empresas, forneciam diversas linguagens de programação para executar sob Flex, inclusive BASIC em duas versões (básico e estendido) e uma versão "tokenizada" do BASIC Estendido, chamada "BASIC Pré-Compilado", além de Forth, C, Fortran e Pascal.
No início da década de 1980, o Flex foi oferecido pela empresa britânica Compusense Ltd. como um sistema operativo para os computadores Dragon 32 e Dragon 64 da Dragon Data, equipamentos quase que 100% compatíveis com a linha TRS-80 Color Computer.
Atualmente, é possível encontrar alguns emuladores de Flex, entre eles:
- Flexem Eurocom II (disponível para Linux, Windows 95, Windows 98, Windows NT e Windows 2000)
- SWTPC 6800/6809 FLEX (disponível para Windows 95)
- ReFlex (disponível para Windows 95 e Amiga)